# Cowboy Carter
Cowboy Carter (също озаглавен като Act II: Cowboy Carter) е осмият студиен албум на американската певица Бийонсе. Излиза 29 март 2024. От него излизат три сингъла – Texas Hold 'Em, 16 Carriages и II Most Wanted. 

## Списък с песните
1. Ameriican Requiem – 5:25
2. Blackbiird (с Бритни Спенсър, Рейна Робъртс, Танер Адел и Тиера Кенеди) – 2:11
3. 16 Carriages – 3:47
4. Protector (с Руми Картър) – 3:04
5. My Rose – 0:53
6. Smoke Hour Willie Nelson (с Уили Нелсън) – 0:50
7. Texas Hold 'Em – 3:53
8. Bodyguard – 4:00
9. Dolly P (с Доли Партън) – 0:22
10. Jolene – 3:09
11. Daughter – 3:23
12. Spaghettii (с Линда Мартел и Шабузи) – 2:38
13. Alliigator Tears – 2:59
14. Smoke Hour II (с Уили Нелсън) – 0:29
15. Just for Fun (с Уили Джоунс)	– 3:24
16. II Most Wanted (с Майли Сайръс) – 3:28
17. Levii's Jeans (с Пост Малоун) – 4:17
18. Flamenco – 1:40
19. The Linda Martell Show (с Линда Мартел) – 0:28
20. Ya Ya – 4:34
21. Oh Louisiana – 0:52
22. Desert Eagle – 1:12
23. Riiverdance – 4:11
24. II Hands II Heaven – 5:41
25. Tyrant (с Доли Партън) – 4:10
26. Sweet Honey Buckiin' (със Шабузи) – 4:56
27. Amen – 2:25